# 尖齿铁角蕨
尖齿铁角蕨（学名：Asplenium argutum）为铁角蕨科铁角蕨属下的一个种。

## 扩展阅读
- 維基物種上的相關：尖齿铁角蕨